# Cathédrale Saint-Georges d'Iouriev-Polski
Cette  cathédrale n’est pas la seule cathédrale Saint-Georges.
La cathédrale Saint-Georges est située à Iouriev-Polski, dans l'oblast de Vladimir, anciennement principauté de Vladimir-Souzdal. Elle est construite en pierre de taille blanche en 1230 — 1234 par le prince Sviatoslav IV Vladimirski, avant les invasions mongoles. Elle ne fait pas partie de la liste du Patrimoine mondial Unesco mais a été désignée comme un des monuments exceptionnels de la fédération de Russie. Il se trouve sur le parcours de l'anneau d'or de Russie à proximité des autres Monuments de Vladimir et de Souzdal. Quant au monastère Saint-Michel-Archange, il se trouve à cent mètres de la cathédrale Saint-Georges.

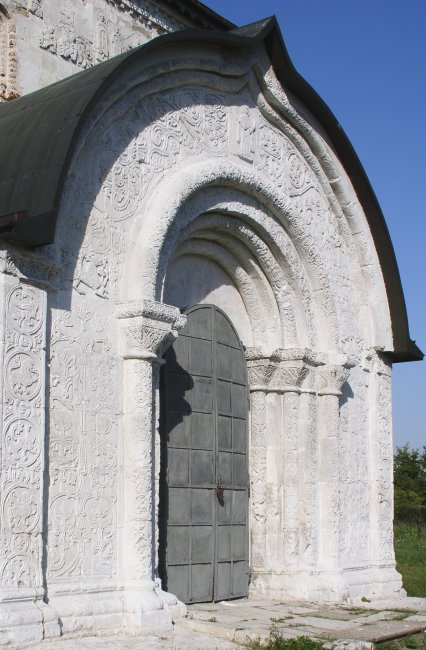
Portail sud de la cathédrale.

## Histoire
La cathédrale Saint-Georges d'Iouriev-Polski et la cathédrale de la Nativité de Souzdal sont les deux dernières cathédrales édifiées avant les invasions mongoles dans les années 1220-1230.
Ce sont deux cathédrales souzdaliennes : la ville d'Iouriev-Polski est située à 25 kilomètres seulement de Souzdal.
Le recouvrement de la cathédrale Saint-Georges par une ornementation, découpée dans la pierre blanche atteint ici son apogée parmi les édifices pré-mongols de la Rus'.
Dans le passé, la cathédrale était considérée comme ayant été construite sur les fondations d'une église précédente, également en pierre de taille, lors de la création de la ville par Iouri Dolgorouki en 1152. Les recherches archéologiques des dernières années ont démontré que l'édifice de 1152 se trouvait à un autre emplacement (où exactement ? cela n'est pas connu). Selon toute vraisemblance, ce premier édifice différait peu de celle construite à la demande de Iouri Dolgorouki : l'église Saints-Boris-et-Gleb à Souzdal, ou de l'église de la Transfiguration à Pereslavl-Zalesski.
En 1230, le fils de Vsevolod III Vladimirski, Sviatoslav IV Vladimirski, la fit détruire et, en quatre ans, fit reconstruire le nouvel édifice en pierre de taille.
Entre 1252 et la fin du XIVe siècle, au nord-est de la cathédrale furent construites trois absidioles, où fut inhumée la dépouille de Sviatoslav IV Vladimirski.
Entre 1326 et 1327, fut construite, à la demande d'Ivan Ier de Russie, le premier édifice religieux en pierre de Moscou : la cathédrale de la Dormition, sur le modèle de la cathédrale Saint-Georges. L'édifice actuel à Moscou est le second, et date de 1475-1479.
Au XVe siècle, une partie importante de l'édifice fut détruite. En 1471 sous la direction du marchand-mécène Vasili Yermolin, la cathédrale fut reconstruite, mais perdit ses proportions initiales et devint considérablement plus petite et trapue.
La seconde cathédrale conserva des éléments de la première : à l'ouest la première galerie du narthex et au nord la moitié des pierres de la ceinture d'arcatures ; à l'est le socle de l'abside ; au sud un narthex et un mur adjacent (dans les coins il ne subsiste que le socle du mur) ; au nord — le narthex et la partie la plus importante des murs de la cathédrale (avec au centre et à l'ouest des arcatures aveugles à colonnes).

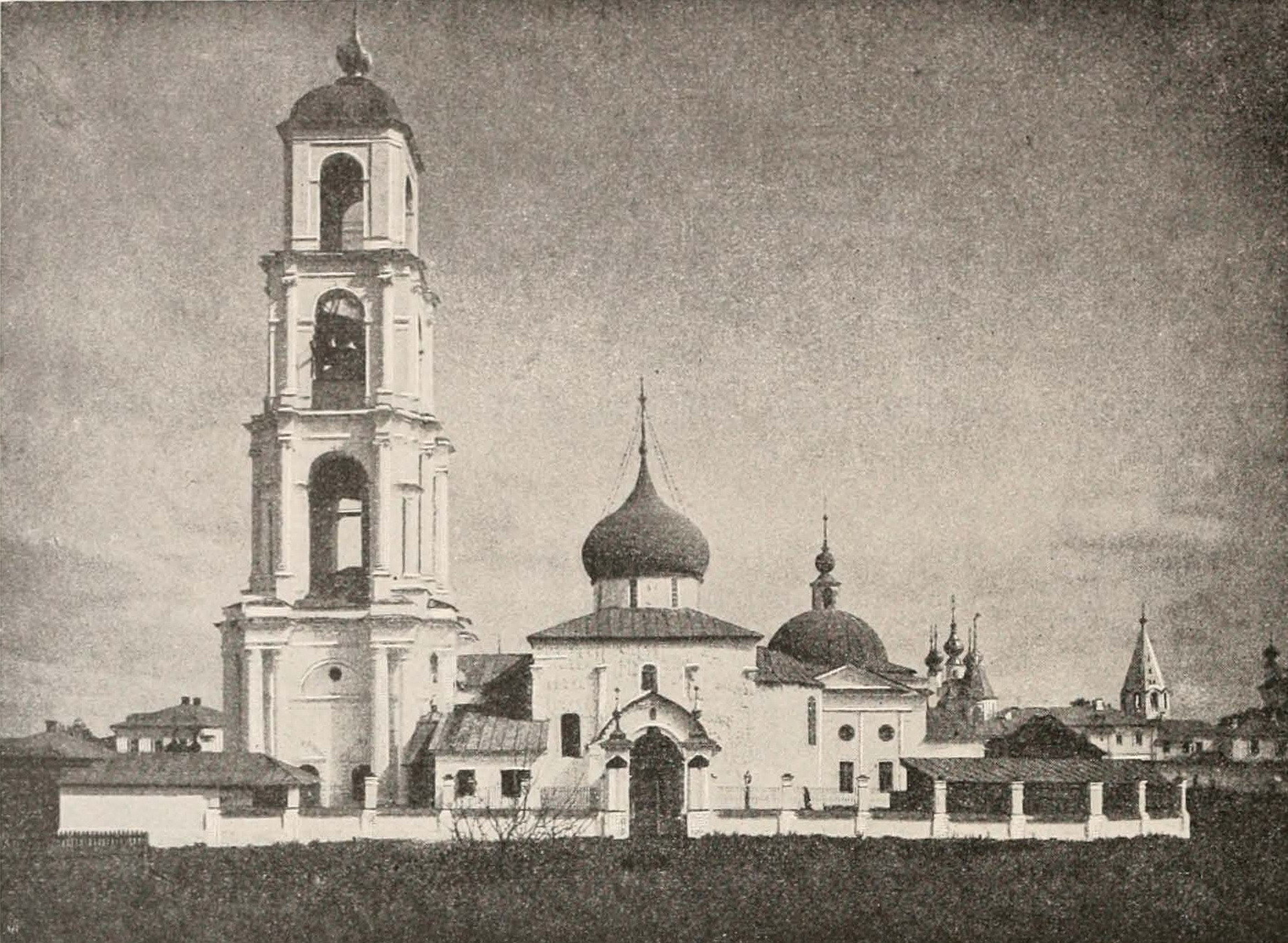
Cathédrale Saint-Georges à la fin du XIXe siècle.

Durant les derniers siècles, les reconstructions du marchand mécène Yermolin furent plus d'une fois modifiées et remplacées par de nouvelles. En 1781, un clocher à quatre niveaux fut ajouté à côté de la cathédrale (ce clocher-tour n'existe plus aujourd'hui). En 1817, les trois absides furent agrandies, ce qui transforma le volume intérieur en lui donnant davantage la dimension d'une cathédrale. En 1827, une sacristie fut construite du côté sud. L'ancien édifice fut, peu à peu, noyé sous les ajouts de constructions nouvelles. Le triste état de l'ancien édifice attira l'attention des spécialistes de la culture de l'ancienne Rus'. L'historien N. P. Kondakov en écrivait avec regret à ce sujet. Quant à l'archiprêtre, Alexandre Georgevitch Snamenskiï, qui fut prieur de 1889 à 1917, il débarrassa la cathédrale des ajouts exagérés des XVIIIe et XIXe siècles, et fit construire à leur place une nouvelle chapelle de la Trinité а côté de la cathédrale (elle fut consacrée en 1915).
L'historien d'art Georges Karlovitch Wagner (1908-1995), fit refaire en tout ou en partie les compositions sculptées : « Sainte-Trinité », « Crucifixion », « Sept Dormants d'Éphèse », « Daniel dans la fosse aux lions », « Ananias, Azarias et Misaël », « Ascension d'Alexandre Ier de Macédoine ».

## Églises souzdaliennes
La cathédrale souzdalienne de Saint-Georges d'Iourev Polski, malgré sa petite taille, permet de synthétiser les différences existant entre les architectures de type kiévien de celles de Vladimir et Souzdal.
Ces dernières se distinguent nettement de celle de type kiévien des cathédrales Sainte-Sophie de Kiev ou de Novgorod. Les analogies entre les deux types se réduisent au plan et à la division des façades.
Les différences, par contre, se marquent dans l'emploi des matériaux et dans la décoration.

### Matériaux
Les églises kiéviennes sont bâties en briques. Celles de Vladimir et Souzdal le sont en pierres blanches extraites de la rivière Kama, et amenées par eau jusqu'à Vladimir.
Les proportions sont ici beaucoup plus petites, avec une seule coupole en forme de casque sur un haut tambour cylindrique. Le diamètre de la coupole dépasse celui du tambour alors que sur les églises de Kiev les coupoles ont le même diamètre que le tambour à leur base. Ce qui donne aux coupoles de Kiev l'allure de poires plutôt que de gouttes ou de bourgeons.

### Décoration sculptée
La décoration est la principale originalité des églises souzdalienne par rapport aux églises kiéviennes. L'utilisation de la pierre de taille pour la construction appelle une telle décoration, qui est remplacée par la polychromie quand c'est la brique qui est utilisée pour la construction. Comme dans les églises gothiques ou romanes, chaque pierre est sculptée avant son incorporation au mur. Il y a par contre une différence importante entre la sculpture souzdalienne et la sculpture romane : cette dernière utilise le haut-relief alors que les sculptures de Vladimir et Souzdal sont méplates.Peut-être faut-il attribuer cette particularité à la méfiance orthodoxe vis-à-vis des représentations humaines sculptées.
Louis Réau y voit plutôt l'influence de l'esthétique orientale. C'est le principe des sculptures de Mshatta en Syrie.
Peu à peu les souzdaliens prennent goût à l'ornementation luxuriante. Sur la cathédrale Saint-Georges :
« 
La sculpture envahit comme une plante gourmande tout le champ des façades depuis la corniches jusqu'au soubassement. C'est un foisonnement inextricable de rinceaux, d'entrelacs, de fleurons, d'oiseaux et de monstres chimériques. »
C'est une nouvelle preuve de l'origine orientale : le temple grec, la cathédrale gothique ménage des repos — les ornements ne sont pas distribués sur toutes les parties de l'architecture. À Vladimir et Souzdal ces sculptures sont un véritable vêtement qui couvre tout l'édifice et non des emplacements réservés.
Ce foisonnement s'accompagne par ailleurs d'un mélange de sujets profanes et religieux.
L'ascension d'Alexandre le Grand, par exemple, qui serait monté au ciel sur un char attelé par deux griffons ailés est tiré de l'histoire fabuleuse de l'antiquité et voisine des sujets bibliques. Cette légende se retrouve en Italie en Allemagne et en France abbaye de Conques.

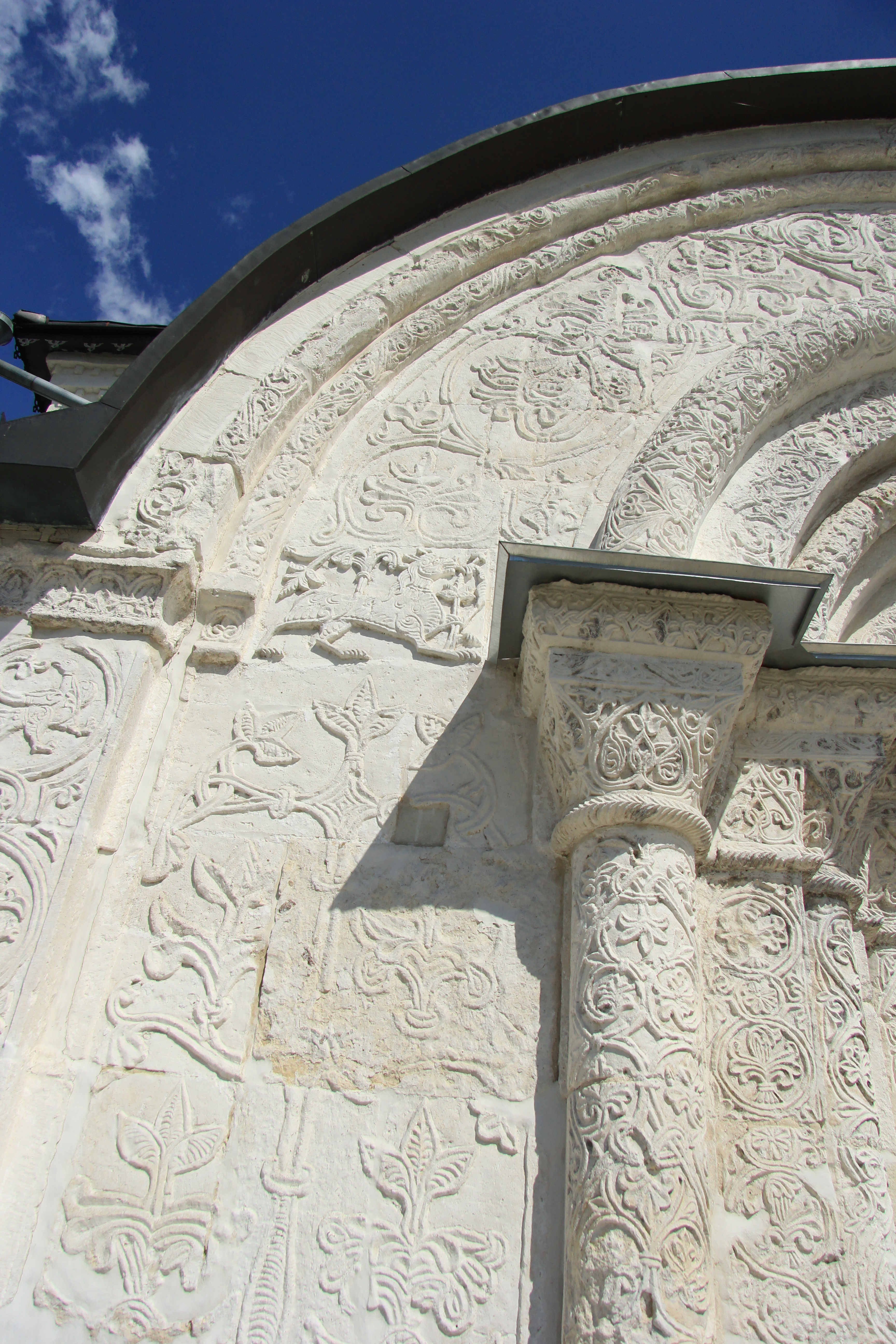
Le griffon sur l'archivolte.

À Ioriev Polski, les différents mélanges de sujets et la confusion inextricable des motifs iconographiques s'explique toutefois aussi par le réemploi de bas-reliefs provenant de la première église détruite.
Les principaux éléments du décor sont des animaux fantastiques et des entrelacs géométriques d'un caractère oriental très prononcé. Le griffon de Saint-Georges d'Iouriev Polski avec sa queue tressée en palmette est particulièrement remarquable par la stylisation de ses formes. Il orne le pied de l'archivolte du portail.

### Origines
Tous ces motifs décoratifs sont manifestement empruntés aux ivoires et aux tissus brodés de Byzance et à l'orfèvrerie sassanide. De Byzance, les Souzdaliens gardent également le plan carré à trois absides semi-circulaires. Par contre ils substituent aux briques des parements en pierre de taille sculptées. Louis Réau se demandait si cette divergence fondamentale n'était pas imputable à l'Occident. L'influence des ateliers occidentaux était possible par la présence de la Hanse présente au XIe siècle à Novgorod. Elle pouvait commercer avec Vladimir par les fleuves. Il voit des analogies entre la sculpture du Poitou par exemple et celle de Vladimir et Souzdal.
Réau souligne un troisième facteur, outre l'influence de Byzance et de l'Occident : celle de l'influence venue d'Arménie qui atteint son apogée sous la dynastie des Bagratides aux Xe et XIe siècles, et celle de la Géorgie. Par la route de la Volga, des relations existaient entre ces régions et il estime fondé de rechercher si les monuments d'Ani (Arménie) et de Mtskheta (Géorgie) n'ont pas inspiré les architectes de Vladimir et Souzdal. Il conclut que c'est l'hypothèse la plus plausible : les églises en pierres sculptées du Caucase seraient la principale source de l'architecture de Vladimir et Souzdal.

## Liens
- (ru) Георгиевский собор Юрьев-Польский. Храмы России. (Cathédrale Saint-Georges)

- (ru) Cet article est partiellement ou en totalité issu de l’article de Wikipédia en russe intitulé « Гео́ргиевский собо́р » (voir la liste des auteurs).